# Wilkasy (Giżycko)
Wilkasy (deutsch Willkassen, 1938 bis 1945 Wolfsee (Dorf)) ist ein Dorf in der polnischen Woiwodschaft Ermland-Masuren und gehört zur Gmina Giżycko (Landgemeinde Lötzen) im Powiat Giżycki (Kreis Lötzen).

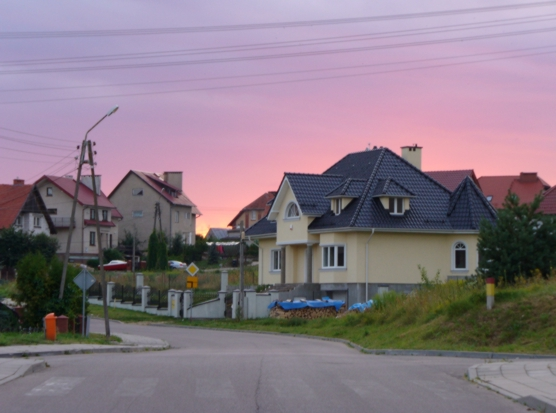
Siedlungshäuser in Wilkasy (Willkassen/Wolfsee)

## Geographische Lage
Wilkasy liegt am Nordwestufer des Löwentinsees (polnisch Jezioro Niegocin) sowie am Großen und Kleinen Wolfsee (Jez. Wilkasy Duże und Wilkasy Małe) im nördlichen Osten der Woiwodschaft Ermland-Masuren. Die Kreisstadt Giżycko (Lötzen) liegt vier Kilometer in nordöstlicher Richtung.

## Geschichte
Das große und früher Willkassen genannte Dorf, das nach 1785 Wilkaschen und nach 1871 Wilkassen hieß, wurde 1493 gegründet. Am 8. Mai jenes Jahres nämlich stellte Melchior Köchler von Schwansdorf den Bewohnern von Wissowatten an Stelle der verbrannten jetzt eine neue Urkunde über 34 Hufen aus. Im Jahre 1785 wurde Wilkaschen ein Bauerndorf mit 29 Feuerstellen, im Jahre 1818 mit 22 Feuerstellen und 150 Seelen genannt.
Am 29. März 1874 wurde Willkassen Amtsdorf und damit namensgebend für einen Amtsbezirk. Der Amtsbezirk – am 15. November 1938 in „Amtsbezirk Wolfsee“ umbenannt – bestand bis 1945 und gehörte zum Kreis Lötzen im Regierungsbezirk Gumbinnen (1905 bis 1945: Regierungsbezirk Allenstein) in der preußischen Provinz Ostpreußen.
In Willkassen mit seinen Ortschaften Bahnhof Boyen (polnisch Niegocin), Gut Wolfsee (Wilkaski) und – ab 1928 – Strzelzen (1938 bis 1945 Zweischützen, polnisch Strzelce) waren im Jahre 1910 insgesamt 691 Einwohner gemeldet. Ihre Zahl stieg bis 1933 auf 859 und belief sich 1939 bereits auf 1.168.
Aufgrund der Bestimmungen des Versailler Vertrags stimmte die Bevölkerung im Abstimmungsgebiet Allenstein, zu dem Willkassen gehörte, am 11. Juli 1920 über die weitere staatliche Zugehörigkeit zu Ostpreußen (und damit zu Deutschland) oder den Anschluss an Polen ab. In Willkassen stimmten 460 Einwohner für den Verbleib bei Ostpreußen, auf Polen entfielen keine Stimmen.
Aus politisch-ideologischen Gründen der Abwehr fremdländisch klingender Ortsnamen erhielt Wilkassen am 3. Juni (offiziell bestätigt am 16. Juli) 1938 die Umbenennung in „Wolfsee“.
Im Jahre 1945 kam das Dorf in Kriegsfolge mit dem gesamten südlichen Ostpreußen zu Polen und bekam die polnische Namensform „Wilkasy“. Heute ist das Dorf Sitz eines Schulzenamtes (polnisch sołectwo), in das auch Strzelce (Strzelzen, 1938 bis 1945 Zweischützen) einbezogen ist, und auch ein Ortsteil innerhalb der Gmina Giżycko (Landgemeinde Lötzen) im Powiat Giżycki (Kreis Lötzen), vor 1998 der Woiwodschaft Suwałki, seither der Woiwodschaft Ermland-Masuren zugehörig.

### Amtsbezirk Willkassen/Wolfsee (1874–1945)
Der Amtsbezirk Willkassen (ab 1938 „Amtsbezirk Wolfsee“) bestand bis 1945. Ihm waren zu Anfang vier, am Ende noch zwei Gemeinden eingegliedert:
| Name          | Änderungsname 1938 bis 1945 | Polnischer Name | Bemerkungen                                 |
| ------------- | --------------------------- | --------------- | ------------------------------------------- |
| Feste Boyen   |                             | Twierdza Boyen  | 1928 in die Stadtgemeinde Lötzen einbezogen |
| Klein Wronnen | Kleinwarnau                 | Wronka          |                                             |
| Strzelzen     | Zweischützen                | Strzelce        | 1928 nach Wilkkassen eingemeindet           |
| Willkassen    | Wolfsee (Dorf)              | Wilkasy         |                                             |

Am 1. Januar 1945 gehörten lediglich noch die Gemeinden Kleinwarnau und Wolfsee zum Amtsbezirk.

## Kirche
Willkassen beziehungsweise Wolfsee war vor 1945 in die Evangelische Pfarrkirche Lötzen in der Kirchenprovinz Ostpreußen der Kirche der Altpreußischen Union und in die Katholische Pfarrkirche St. Bruno Lötzen im Bistum Ermland eingepfarrt.
Der kirchliche Bezug zur jetzt Giżycko genannten Kreisstadt ist für Wilkasy geblieben.

## Schule
In Willkassen beziehungsweise Wolfsee bestand eine dreiklassige Schule. Im Jahre 1945 wurden hier 120 Schulkinder unterrichtet.

## Verkehr

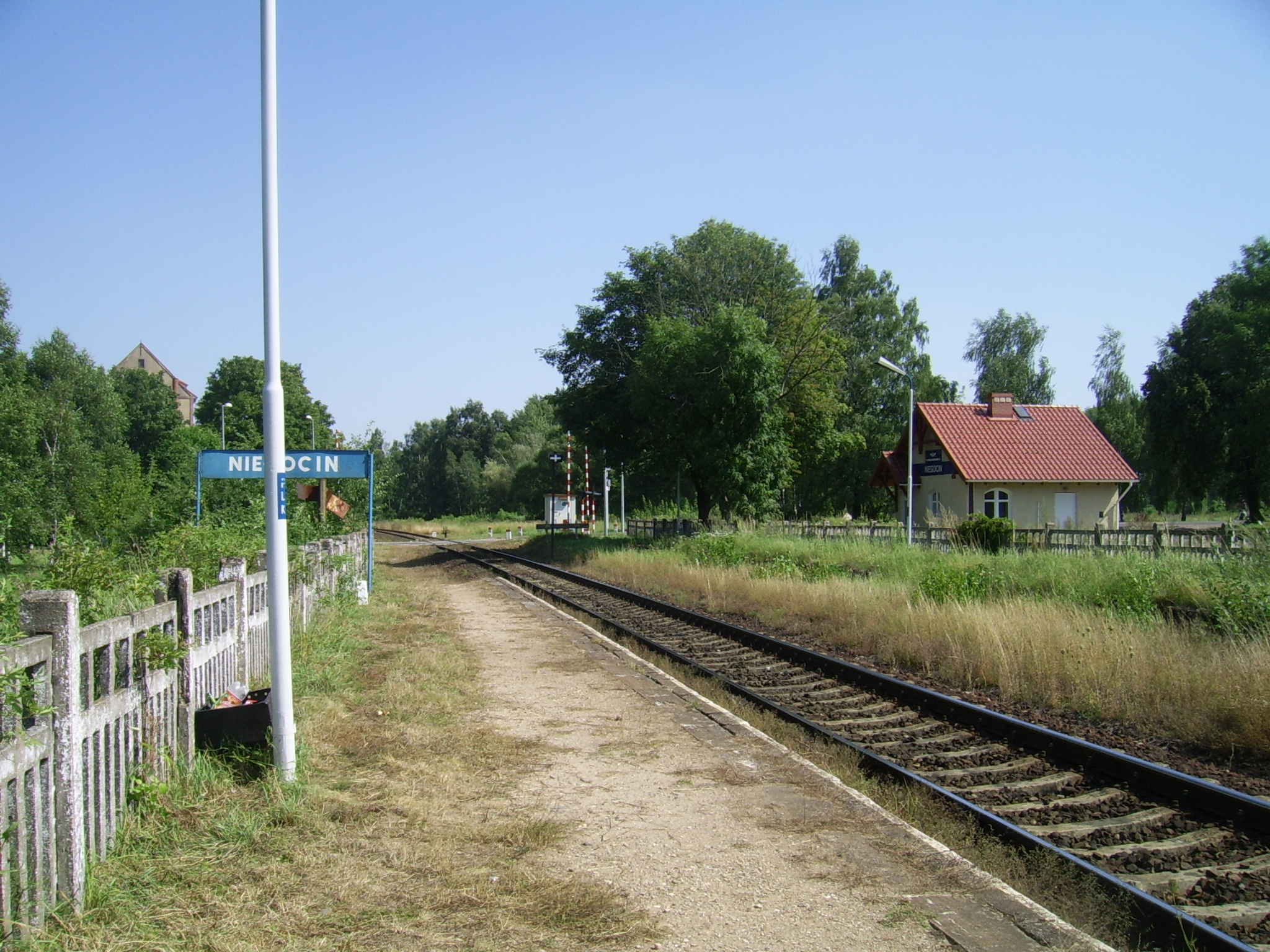
Der Haltepunkt Niegocin (bis 1945: Boyen) an der Bahnstrecke Głomno–Białystok

Wilkasy liegt an der polnischen Landesstraße DK 59 (frühere deutsche Reichsstraße 140), in die innerorts die Woiwodschaftsstraße DW 643 einmündet. Aus westlicher Richtung von Wronka (Klein Wronnen, 1938 bis 1945 Kleinwarnau) kommend endet eine Nebenstraßenverbindung in Wilkasy.
Seit 1868 besteht für Wilkasy Anschluss an die Bahnstrecke Głomno–Białystok, die vor 1945 zwischen Königsberg (Preußen) (russisch Kaliningrad) und Brest-Litowsk betrieben wurde. Die heute „Niegocin“ und bis 1945 „Boyen“ genannte Bahnstation lag vor 1945 auf dem Gemeindegebiet von Willkassen/Wolfsee am Nordrand des Ortsgebiets von Wilkasy.